# Orobdella ibukifukuyamai
Orobdella ibukifukuyamai — вид п'явок родини Orobdellidae. Описаний у 2022 році.

## Назва
Видова назва ibukifukuyamai присвячена пану Ібукі Фукуямі, який зібрав типові зразки нового виду.

## Розповсюдження
Ендемік Японії. Знайдений на невеликому незаселеному острівці Кії біля південного узбережжя острова Хонсю.

## Опис
Довжина тіла статевозрілих особин досягає приблизно 15 см. Спинна поверхня в живих особин червонувато-бура. Соміт VII п'ятикратний, соміт VIII—XXV статевоподібний, b1 = b2 < a2 = b5 > c11 = c12 (особливо соміти середньої частини тіла). Чоловічий гонопор трохи попереду від середини або в середині соміта XI c12, жіночий гонопор у соміті XIII b2/a2, позаду гастропору, гонопори розділені 1/2 + 8 кільцями. Глотка досягає соміта XIV a2/b5–b5. Гастропор помітний, у соміті XIII b2/a2. Шлунково-поральний проток товстий, трубчастої форми. Парні епідидиміди в сомітах XVI—XVIII, займають 11–12 кільця. Ріг передсердя розвинений, яйцеподібний, без передсердної петлі.